# Cagnicourt
Cagnicourt é uma comuna francesa na região administrativa de Altos da França, no departamento de Pas-de-Calais. Estende-se por uma área de 9,42 km². Em 2010 a comuna tinha 438 habitantes (densidade: 46,5 hab./km²).